# Noirémont
Noirémont är en kommun i departementet Oise i regionen Hauts-de-France i norra Frankrike. Kommunen ligger i kantonen Froissy som tillhör arrondissementet Clermont. År 2022 hade Noirémont 187 invånare.

## Befolkningsutveckling
Antalet invånare i kommunen Noirémont
| Referens: INSEE |